# Dorothy Lewis Bernstein
Pour les articles homonymes, voir Bernstein.
Dorothy Lewis Bernstein (11 avril 1914 — 5 février 1988) est une mathématicienne américaine connue pour ses travaux en mathématiques appliquées, statistiques, programmation informatique et ses recherches sur la transformation de Laplace. Elle est la première femme présidente de la Mathematical Association of America en 1979-1980.

## Biographie
Dorothy Bernstein est née à Chicago, ses parents sont d'origine russe, immigrés aux États-Unis. Elle fréquente la North Division High School de Milwaukee, dans le Wisconsin. En 1930, elle obtient une bourse et s'inscrit à l'université du Wisconsin à Madison, où elle est membre de la fraternité étudiante Phi Beta Kappa. Elle obtient son diplôme de mathématiques avec mention très bien, puis réalise une maîtrise sur la recherche de racines complexes de polynômes par une extension de la méthode de Newton. Elle poursuit ses études à l'université Brown, où elle rejoint la fraternité Sigma Xi. Elle y obtient son doctorat en mathématiques en 1939, en soutenant une thèse intitulée The Double Laplace Integral, sous la direction de Jacob Tamarkin, tout en occupant un poste d'enseignante au Mount Holyoke College. 
Dorothy Bernstein enseigne à l'université de Rochester de 1943 à 1959. Elle travaille sur les théorèmes des équations aux dérivées partielles. Elle s'intéresse particulièrement aux problèmes non linéaires pour lesquels les ordinateurs numériques à haute vitesse commencent à être utilisés. Son ouvrage, Existence Theorems in Partial Differential Equations est publié en 1950.
Elle est professeure de mathématiques de 1959 à 1979 au Goucher College (en), dans le Maryland, où elle est, à deux reprises, présidente du département de mathématiques (en 1960-1970 puis en 1974-1979). 
Elle est particulièrement intéressée par la combinaison de mathématiques pures et des mathématiques appliquées dans le programme des étudiants de licence. Elle obtient des subventions de la Fondation nationale pour la science, qui permettent à Goucher College de s'équiper en ordinateurs pour l'enseignement des mathématiques, à partir de 1961. Elle s'occupe également de développer les stages pour les étudiants en mathématiques. Elle est cofondatrice, en 1972, de la Maryland Association for Educational Uses of Computers et s'occupe de la mise en place d'ordinateurs dans l'enseignement des mathématiques dans l'enseignement secondaire.

## Activités institutionnelles
Bernstein participe activement à la Mathematical Association of America. Elle siège au conseil des gouverneurs de 1965 à 1968, puis elle est vice-présidente de l'association en 1972-1973 et en est élue présidente pour le mandat 1979-1980,. 
Elle estime que l'accès progressif des carrières en mathématiques aux femmes résulte de deux facteurs, la prise de conscience des aptitudes des femmes à exercer dans cette discipline, et l'essor de l'informatique qui ouvre de nouveaux domaines d'applications mathématiques, et créent ainsi de nouvelles perspectives de carrières.
Dorothy Bernstein est membre de l'American Mathematical Society, de la Society for Industrial and Applied Mathematics (SIAM) et de l'Association américaine des professeurs d'université. 
Elle est fellow de l'Association américaine pour l'avancement des sciences.